# 잘가요 내 사랑
《잘가요 내 사랑》은 KBS2에서 2002년 5월 26일에 방영한 드라마시티다.

## 줄거리
미대생 경민은 췌장암으로 시한부 인생을 선고받고 5년 동안 사귀던 소영과 헤어지기로 결심한다. 경민은 헤어지자는 이유를 캐묻지만 소영에게 새로운 여자친구가 생겼다고 말한다. 그리고 2년 흐른 후 소영은 자신의 결혼식 날, 친구 지혜로부터 경민이 암에 걸려 쓸쓸하게 죽음을 맞이했다는 소식을 듣는다.

## 출연진

### 주요 인물
- 김승수 : 이경민 역
- 김현수 : 정소영 역
- 이휘향 : 소영의 이모 역 (특별출연)

### 그 외
- 우승 : 차은석 역
- 김미성 : 소영의 친구 역
- 황석규 : 경민의 친구 역
- 지우 : 지혜 역
- 윤혜경 : 수진 역
- 이종래 : 교직원 역

### 특별출연
- 이재포 : 공원 관리인 역